# 第36回スーパーボウル
第36回スーパーボウル（Super Bowl XXXVI）は2002年2月3日にルイジアナ州ニューオリンズのルイジアナ・スーパードームで行われた36回目のスーパーボウルで、NFL2001年シーズン決勝戦である。試合はAFC チャンピオンのニューイングランド・ペイトリオッツがNFC チャンピオンのセントルイス・ラムズを20-17の接戦で破りチーム史上初のスーパーボウル制覇を成し遂げた。MVPはペイトリオッツのQBトム・ブレイディが受賞し、QBとしてはNFL史上最も若いスーパーボウルMVPに輝いた。

## 背景

### 9.11
NFLの2001年シーズン開幕直後、2001年9月11日にアメリカ同時多発テロ事件が起こった。NFLは1週間中断となり、当初1月27日に開催予定だった本大会は2月3日に変更となった。そのため第36回スーパーボウルは1月以外に行われた初めてのスーパーボウルとなったが、その後同大会の2月開催は頻繁に行われるようになった。

### 道のり
セントルイス・ラムズ　(2001 St. Louis Rams season)
セントルイス・ラムズは2年前の1999年シーズンに第34回スーパーボウルを制覇しチーム史上初のNFL王者に輝いた。翌2000年シーズンはディフェンスの不調もありプレーオフで敗れたもの、QBカート・ワーナー、RBマーシャル・フォークなどを擁する圧倒的なオフェンスは健在で、「 芝生の上で行われる最高のショー」(The Greatest Show on Turf)はまさに最盛期をむかえていた。オフにはリーグ最多失点を喫したディフェンス陣の大幅な補強に成功し、開幕前からスーパボウル出場の有力候補と目されていた。チームは開幕から6連勝と波に乗ると終盤にも6連勝を果たしリーグトップの14勝2敗で順当にプレーオフ出場を決めた。自慢のオフェンスはリーグトップの成績をおさめ、QBワーナーがリーグMVPに、RBフォークはリーグ最優秀攻撃選手に選出された。さらに昨シーズン大きく足を引っ張ったディフェンスも失点はリーグ7位、ヤードはリーグ3位とNFLトップクラスの成績をマークしチーム史上最高記録となるレギュラーシーズン14勝に貢献した。
ニューイングランド・ペイトリオッツ　(2001 New England Patriots season)
ニューイングランド・ペイトリオッツは2000シーズンにビル・ベリチックがHCに就任するも5勝11敗と成績は振るわず、エースQBドリュー・ブレッドソーやディフェンスの要ローヤー・ミロイを除けばタレント不足は否めなかった。ドラフトでは全体6位で大型新人のリチャード・シーモアを獲得したが、前年のシーズンは攻守とも低調だったこともあり前評判は高くなかった。開幕戦で敗れると続く第2週にエースのブレッドソーが怪我を負い交代を余儀なくされた。代わりにQBを務めたのは2年目のトム・ブレイディであった。ブレイディは2000年のドラフト6巡指名（全体199位）選手で、ルーキーシーズンは3回パスを投げただけであった。エースQBを失ったことでチームはますます厳しい戦いになることが予想されたが、リスクを避けボールコントロールを重視するブレイディのプレースタイルは徐々にチームにフィットしていき、序盤を5勝5敗で乗り切った後は6連勝を果たして見事AFC東地区を制覇した。ブレッドソーが戻った後も先発QBを任されたブレイディはプロボウルにも選ばれる活躍でオフェンスを引っ張った。ベリチックの指揮するディフェンスはヤードこそリーグ24位であったが失点の少なさはリーグ6位、さらにリーグ8位となる35個のターンオーバーを奪うなど優秀な成績をおさめた
両チームは第10週にペイトリオッツのホームで対戦している。このときは24-17でラムズが勝利しているが、ペイトリオッツはこの試合以後無敗でレギュラーシーズンを終えた。
プレーオフ　(NFL playoffs, 2001-02)
NFC第1シードのラムズはディビジョナル・プレーオフでQBブレット・ファーヴ率いるグリーンベイ・パッカーズと対戦した。ファーブはレギュラーシーズンで素晴らしい活躍を見せており、ワーナーとの名QB同士の対決には注目が集まったが、ラムズディフェンスはファーブから6つのINTを奪うなどパッカーズから計8つのターンオーバーを奪い45-17の圧勝をおさめた。NFCチャンピオンシップゲームではフィラデルフィア・イーグルスと対戦し、前半こそリードを許したが後半に逆転して試合を優位に進めると終盤はイーグルスの反撃を振り切って29-24で勝利し、過去3年間で2度目のスーパーボウル出場を決めた。
AFC第2シードのペイトリオッツはディビジョナル・プレーオフでオークランド・レイダースと対戦した。豪雪のなか第4Qで最大10点のリードを許すもQBブレイディの活躍で3点差まで追い上げる。試合時間残り2分6秒からはじまったペイトリオッツのドライブでは疑惑の判定の後アダム・ビナティエリが45ヤードのFGを決めて同点とすると、続くオーバータイムでもビナティエリがFGを決めて16-13と劇的な勝利をおさめた。この試合はタック・ルール・ゲームと呼ばれ、疑惑の判定はしばしばNFL史上に残るミスジャッジとしてあげられることがある。AFCチャンピオンシップゲームではAFC第1シードのピッツバーグ・スティーラーズと対戦した。第2QにQBブレイディが足を負傷するアクシデントがあったが、代わりに入ったブレッドソーがTDパスを決めるなどしっかりと代役を果たす。さらにスペシャルチームがビッグプレーを連発して21-3とリードすると最後はスティーラーズの反撃を振り切って24-17で勝利し、前評判を覆してスーパーボウル出場を決めた。

### 試合前
多くのメディアはラムズの圧倒的勝利を予想した。Spread bettingはラムズに14点のハンデをつけ、メディアの中には「99.9％ラムズが勝つ」と謳ったものもあった。一方で同時多発テロがあったシーズンに「愛国者」の名を冠するチームが勝ちあがってきたことを運命的にとらえるメディアもあり、ペイトリオッツを「Team of Destiny」（運命に導かれたチーム）と呼ぶこともあった。しかし2年前にスーパーボウル制覇を成し遂げたばかりで、このシーズンも攻守にわたりリーグトップクラスの成績をおさめたラムズの優位は絶対との意見が大半であった。またチャンピオンシップゲームでブレイディが負傷したこともあり、ベリチックがブレイディの先発を明言したにもかかわらずファンやメディアは先発QBにブレッドソーとブレイディのどちらを起用すべきかこぞって議論した。
迎えたスーパーボウル当日。テロの影響もあって厳戒体制が敷かれるなか、テレビ中継やセレモニーなどはアメリカの愛国心を刺激するようなものが多くマライア・キャリーの国歌斉唱の後には観客から大きなUSAコールが巻き起こった。選手入場の際、ラムズはオフェンスの先発メンバーが一人ずつ入場したがペイトリオッツはチーム全員で同時に入場した。当時のスーパーボウルの選手入場ではHCがオフェンスかディフェンスを選択し、選んだほうの先発メンバーが一人ずつ入場するのが通例であったが、ペイトリオッツのHCビル・ベリチックはチームとして入場することを提案した。はじめはこれを認めなかったNFLだが後に認め、ペイトリオッツはチームとしてコールされ全員で入場した。ジョージ・H・W・ブッシュ元大統領が参加したコイントスの際もペイトリオッツはほぼ全員がフィールドに入ってコイントスに参加した。

## 試合内容
| \| 開始 \| 開始 \| 開始 \| ボール保持 \| ドライブ \| ドライブ \| TOP \| 結果 \| 得点内容 \| 得点内容 \| 得点内容 \| 得点 \| 得点 \| \| Q \| 時間 \| 地点 \| ボール保持 \| P \| yd \| TOP \| 結果 \| yd \| 得点者 \| PAT \| ラムズ \| ペイトリオッツ \| \| ------------------------------------------------------------------------------------------------------------------------------- \| ------------------------------------------------------------------------------------------------------------------------------- \| ------------------------------------------------------------------------------------------------------------------------------- \| ------------------------------------------------------------------------------------------------------------------------------- \| ------------------------------------------------------------------------------------------------------------------------------- \| ------------------------------------------------------------------------------------------------------------------------------- \| ------------------------------------------------------------------------------------------------------------------------------- \| ------------------------------------------------------------------------------------------------------------------------------- \| ------------------------------------------------------------------------------------------------------------------------------- \| ------------------------------------------------------------------------------------------------------------------------------- \| ------------------------------------------------------------------------------------------------------------------------------- \| ------ \| -------------- \| \| 1 \| 15:00 \| 自陣39 \| ラムズ \| 5 \| 2:47 \| 21 \| パント \| — \| — \| — \| — \| — \| \| 1 \| 12:13 \| 自陣3 \| ペイトリオッツ \| 6 \| 3:58 \| 45 \| パント \| — \| — \| — \| — \| — \| \| 1 \| 8:15 \| 自陣20 \| ラムズ \| 10 \| 5:05 \| 48 \| フィールドゴール成功 \| 50 \| Wilkins \| — \| 3 \| 0 \| \| 1 \| 3:10 \| 自陣19 \| ペイトリオッツ \| 3 \| 1:11 \| 5 \| パント \| — \| — \| — \| — \| — \| \| 1-2 \| 1:59 \| 自陣22 \| ラムズ \| 10 \| 3:47 \| 44 \| 52ydフィールドゴール失敗 \| — \| — \| — \| — \| — \| \| 2 \| 13:12 \| 自陣42 \| ペイトリオッツ \| 5 \| 3:04 \| 5 \| パント \| — \| — \| — \| — \| — \| \| 2 \| 10:08 \| 自陣19 \| ラムズ \| 3 \| 1:19 \| 20 \| インターセプトリターンTD \| 47 \| ロー \| キック成功 \| 3 \| 7 \| \| 2 \| 8:49 \| 自陣28 \| ラムズ \| 5 \| 2:39 \| 22 \| パント \| — \| — \| — \| — \| — \| \| 2 \| 6:10 \| 自陣15 \| ペイトリオッツ \| 7 \| 4:18 \| 17 \| パント \| — \| — \| — \| — \| — \| \| 2 \| 1:52 \| 自陣15 \| ラムズ \| 2 \| 0:32 \| 25 \| ファンブルロスト \| — \| — \| — \| — \| — \| \| 2 \| 1:20 \| 敵陣40 \| ペイトリオッツ \| 5 \| 0:49 \| 40 \| タッチダウン（パス） \| 8 \| ブレイディ→Patten \| キック成功 \| 3 \| 14 \| \| 2 \| 0:31 \| 自陣6 \| ラムズ \| 1 \| 0:31 \| -1 \| 前半終了 \| — \| — \| — \| — \| — \| \| 前半終了 \| \| \| \| \| \| \| \| \| \| \| \| \| \| 3 \| 15:00 \| 自陣32 \| ペイトリオッツ \| 5 \| 3:02 \| 25 \| パント \| — \| — \| — \| — \| — \| \| 3 \| 11:58 \| 自陣16 \| ラムズ \| 5 \| 2:27 \| 31 \| パント \| — \| — \| — \| — \| — \| \| 3 \| 9:31 \| 自陣19 \| ペイトリオッツ \| 5 \| 2:51 \| 45 \| パント \| — \| — \| — \| — \| — \| \| 3 \| 6:40 \| 自陣20 \| ラムズ \| 6 \| 3:15 \| 35 \| インターセプト \| — \| — \| — \| — \| — \| \| 3 \| 3:25 \| 敵陣33 \| ペイトリオッツ \| 5 \| 2:07 \| 14 \| フィールドゴール成功 \| 37 \| Wilkins \| — \| 3 \| 17 \| \| 3-4 \| 1:18 \| 自陣23 \| ラムズ \| 12 \| 6:47 \| 77 \| タッチダウン（ラン） \| 2 \| ワーナー \| キック成功 \| 10 \| 17 \| \| 4 \| 9:31 \| 自陣25 \| ペイトリオッツ \| 3 \| 1:47 \| 8 \| パント \| — \| — \| — \| — \| — \| \| 4 \| 7:44 \| 自陣7 \| ラムズ \| 9 \| 4:00 \| 44 \| パント \| — \| — \| — \| — \| — \| \| 4 \| 3:44 \| 自陣20 \| ペイトリオッツ \| 3 \| 1:53 \| 5 \| パント \| — \| — \| — \| — \| — \| \| 4 \| 1:51 \| 自陣45 \| ラムズ \| 3 \| 0:21 \| 55 \| タッチダウン（パス） \| 26 \| ワーナー→Proehl \| キック成功 \| 17 \| 17 \| \| 4 \| 1:30 \| 自陣17 \| ペイトリオッツ \| 9 \| 1:30 \| 53 \| フィールドゴール成功 \| 48 \| Wilkins \| — \| 17 \| 20 \| \| P=プレー数、TOP=タイム・オブ・ポゼッション、PAT=ポイント・アフター・タッチダウン。 アメリカンフットボールの用語集 (en) も参照。 \| P=プレー数、TOP=タイム・オブ・ポゼッション、PAT=ポイント・アフター・タッチダウン。 アメリカンフットボールの用語集 (en) も参照。 \| P=プレー数、TOP=タイム・オブ・ポゼッション、PAT=ポイント・アフター・タッチダウン。 アメリカンフットボールの用語集 (en) も参照。 \| P=プレー数、TOP=タイム・オブ・ポゼッション、PAT=ポイント・アフター・タッチダウン。 アメリカンフットボールの用語集 (en) も参照。 \| P=プレー数、TOP=タイム・オブ・ポゼッション、PAT=ポイント・アフター・タッチダウン。 アメリカンフットボールの用語集 (en) も参照。 \| P=プレー数、TOP=タイム・オブ・ポゼッション、PAT=ポイント・アフター・タッチダウン。 アメリカンフットボールの用語集 (en) も参照。 \| P=プレー数、TOP=タイム・オブ・ポゼッション、PAT=ポイント・アフター・タッチダウン。 アメリカンフットボールの用語集 (en) も参照。 \| P=プレー数、TOP=タイム・オブ・ポゼッション、PAT=ポイント・アフター・タッチダウン。 アメリカンフットボールの用語集 (en) も参照。 \| P=プレー数、TOP=タイム・オブ・ポゼッション、PAT=ポイント・アフター・タッチダウン。 アメリカンフットボールの用語集 (en) も参照。 \| P=プレー数、TOP=タイム・オブ・ポゼッション、PAT=ポイント・アフター・タッチダウン。 アメリカンフットボールの用語集 (en) も参照。 \| P=プレー数、TOP=タイム・オブ・ポゼッション、PAT=ポイント・アフター・タッチダウン。 アメリカンフットボールの用語集 (en) も参照。 \| 17 \| 20 \| | | | | | | | | | | |        |                |
| 開始 | 開始 | 開始 | ボール保持 | ドライブ | ドライブ | TOP | 結果 | 得点内容 | 得点内容 | 得点内容 | 得点   | 得点           |
| Q | 時間 | 地点 | ボール保持 | P | yd | TOP | 結果 | yd | 得点者 | PAT | ラムズ | ペイトリオッツ |
| 1 | 15:00 | 自陣39 | ラムズ | 5 | 2:47 | 21 | パント | — | — | — | —      | —              |
| 1 | 12:13 | 自陣3 | ペイトリオッツ | 6 | 3:58 | 45 | パント | — | — | — | —      | —              |
| 1 | 8:15 | 自陣20 | ラムズ | 10 | 5:05 | 48 | フィールドゴール成功 | 50 | Wilkins | — | 3      | 0              |
| 1 | 3:10 | 自陣19 | ペイトリオッツ | 3 | 1:11 | 5 | パント | — | — | — | —      | —              |
| 1-2 | 1:59 | 自陣22 | ラムズ | 10 | 3:47 | 44 | 52ydフィールドゴール失敗 | — | — | — | —      | —              |
| 2 | 13:12 | 自陣42 | ペイトリオッツ | 5 | 3:04 | 5 | パント | — | — | — | —      | —              |
| 2 | 10:08 | 自陣19 | ラムズ | 3 | 1:19 | 20 | インターセプトリターンTD | 47 | ロー | キック成功 | 3      | 7              |
| 2 | 8:49 | 自陣28 | ラムズ | 5 | 2:39 | 22 | パント | — | — | — | —      | —              |
| 2 | 6:10 | 自陣15 | ペイトリオッツ | 7 | 4:18 | 17 | パント | — | — | — | —      | —              |
| 2 | 1:52 | 自陣15 | ラムズ | 2 | 0:32 | 25 | ファンブルロスト | — | — | — | —      | —              |
| 2 | 1:20 | 敵陣40 | ペイトリオッツ | 5 | 0:49 | 40 | タッチダウン（パス） | 8 | ブレイディ→Patten | キック成功 | 3      | 14             |
| 2 | 0:31 | 自陣6 | ラムズ | 1 | 0:31 | -1 | 前半終了 | — | — | — | —      | —              |
| 前半終了 | | | | | | | | | | |        |                |
| 3 | 15:00 | 自陣32 | ペイトリオッツ | 5 | 3:02 | 25 | パント | — | — | — | —      | —              |
| 3 | 11:58 | 自陣16 | ラムズ | 5 | 2:27 | 31 | パント | — | — | — | —      | —              |
| 3 | 9:31 | 自陣19 | ペイトリオッツ | 5 | 2:51 | 45 | パント | — | — | — | —      | —              |
| 3 | 6:40 | 自陣20 | ラムズ | 6 | 3:15 | 35 | インターセプト | — | — | — | —      | —              |
| 3 | 3:25 | 敵陣33 | ペイトリオッツ | 5 | 2:07 | 14 | フィールドゴール成功 | 37 | Wilkins | — | 3      | 17             |
| 3-4 | 1:18 | 自陣23 | ラムズ | 12 | 6:47 | 77 | タッチダウン（ラン） | 2 | ワーナー | キック成功 | 10     | 17             |
| 4 | 9:31 | 自陣25 | ペイトリオッツ | 3 | 1:47 | 8 | パント | — | — | — | —      | —              |
| 4 | 7:44 | 自陣7 | ラムズ | 9 | 4:00 | 44 | パント | — | — | — | —      | —              |
| 4 | 3:44 | 自陣20 | ペイトリオッツ | 3 | 1:53 | 5 | パント | — | — | — | —      | —              |
| 4 | 1:51 | 自陣45 | ラムズ | 3 | 0:21 | 55 | タッチダウン（パス） | 26 | ワーナー→Proehl | キック成功 | 17     | 17             |
| 4 | 1:30 | 自陣17 | ペイトリオッツ | 9 | 1:30 | 53 | フィールドゴール成功 | 48 | Wilkins | — | 17     | 20             |
| P=プレー数、TOP=タイム・オブ・ポゼッション、PAT=ポイント・アフター・タッチダウン。 アメリカンフットボールの用語集 (en) も参照。 | P=プレー数、TOP=タイム・オブ・ポゼッション、PAT=ポイント・アフター・タッチダウン。 アメリカンフットボールの用語集 (en) も参照。 | P=プレー数、TOP=タイム・オブ・ポゼッション、PAT=ポイント・アフター・タッチダウン。 アメリカンフットボールの用語集 (en) も参照。 | P=プレー数、TOP=タイム・オブ・ポゼッション、PAT=ポイント・アフター・タッチダウン。 アメリカンフットボールの用語集 (en) も参照。 | P=プレー数、TOP=タイム・オブ・ポゼッション、PAT=ポイント・アフター・タッチダウン。 アメリカンフットボールの用語集 (en) も参照。 | P=プレー数、TOP=タイム・オブ・ポゼッション、PAT=ポイント・アフター・タッチダウン。 アメリカンフットボールの用語集 (en) も参照。 | P=プレー数、TOP=タイム・オブ・ポゼッション、PAT=ポイント・アフター・タッチダウン。 アメリカンフットボールの用語集 (en) も参照。 | P=プレー数、TOP=タイム・オブ・ポゼッション、PAT=ポイント・アフター・タッチダウン。 アメリカンフットボールの用語集 (en) も参照。 | P=プレー数、TOP=タイム・オブ・ポゼッション、PAT=ポイント・アフター・タッチダウン。 アメリカンフットボールの用語集 (en) も参照。 | P=プレー数、TOP=タイム・オブ・ポゼッション、PAT=ポイント・アフター・タッチダウン。 アメリカンフットボールの用語集 (en) も参照。 | P=プレー数、TOP=タイム・オブ・ポゼッション、PAT=ポイント・アフター・タッチダウン。 アメリカンフットボールの用語集 (en) も参照。 | 17     | 20             |

### 前半
試合はペイトリオッツのキックオフで始まった。ラムズは2度目のドライブで52ヤードのFGを決め先制するがペイトリオッツにうまく守られ第1Qを3点で終える。ペイトリオッツオフェンスは淡白とも言えたが堅実な攻めでボールを運び、キックオフリターンからのファーストドライブ以外はラムズオフェンスを自陣20ヤード、22ヤード、19ヤードから始めさせることで良い位置でディフェンスにつなげ好機をうかがった。3-0の時点でテレビ放送を通じてFOXが行った「どちらが優勢か」というクイックリサーチでは58％がペイトリオッツと回答した。試合が大きく動いたのは第2Q残り8分49秒、ペイトリオッツのCBタイ・ローがワーナーのパスをINTするとそのまま47ヤードのリターンTDを決めペイトリオッツが得意のディフェンスで7-3とリードを奪った。ワーナーはWRアイザック・ブルースへのパスを狙ったがLBマイク・ブレイベルのラッシュを受けたためコントロールを誤り、ローのビッグプレーにつながった。ラムズのオフェンスラインはTロッド・ジョーンズがブロックする選手を間違えたため、ブレイベルを完全にフリーでラッシュさせてしまった。
その後もロウヤー・ミロイがあと少しでINTというプレーを見せるなどペイトリオッツディフェンスを崩せないラムズは前半残り1分33秒、ワーナーがWRリッキー・プロールにパスを通したがランアフターキャッチでタックルを受けファンブルしてしまいペイトリオッツがリカバーした。ディフェンスのビッグプレーで敵陣40ヤードからの絶好の得点チャンスを得たペイトリオッツは前半残り36秒で敵陣8ヤードまで攻め込むと、最後はブレイディがWRデイビッド・パッテンにTDパスを決め14-3とリードを広げた。CBのマンカバーを振り切ったパッテンは難しい体勢であったが見事にキャッチしTDを決めた。キャッチにはオフィシャルレビューがかかったが判定は覆らなかった。続くキックリターンでラムズはマーシャル・フォークをリターナーに置いたがリターンできず、14-3で前半を終えた。
前半はペイトリオッツがラムズの強力オフェンスを押さえこみ、奪った2つのターンオーバーをしっかりとTDにつなげた。パスディフェンスではQBワーナーにプレッシャーをかけミスを誘い、WRにはバンプとハードヒットで自由にプレーさせなかった。マーシャル・フォークは稀にらしいプレーを見せたが、ペイトリオッツは集まりの速いディフェンスでビッグプレーやコンスタントなゲインを許さなかった。フォークはパスプレーの際はLBから痛烈なバンプを仕掛けられてパスルートに出るタイミングを狂わされ、ターンオーバーがあった際は強烈なブロックを見舞われた。ペイトリオッツオフェンスはQBブレイディがパスわずか67ヤードであったが11回中7回成功、投げたパス全てが20ヤード以内と堅実なプレーを見せた。ラムズはスペシャルチームがトロイ・ブラウンに良いリターンを許さずディフェンスもしっかりとペイトリオッツオフェンスを抑えていた。ラムズは獲得ヤードではペイトリオッツを上回ったが2つのターンオーバーが大きく響いていた。

### 後半
後半はペイトリオッツのリターンで始まる。前半の展開は多くのファンを驚かせたが、FOXが行ったクイックリサーチでは51％が「ラムズは逆転できる」と答えた。両チームともある程度まで攻め込むもパントに終わるという展開が続くが、第3Q残り3分55秒でワーナーがこの日2度目のINTを喫してしまう。この場面ではWRトリー・ホルトがベテランCBオーティス・スミスにバンプされたあとにスリップしてしまい、タイミングで投げていたワーナーのパスはフリーでスミスにキャッチされてしまった。スミスのロングリターンで敵陣33ヤードからのオフェンスを得たペイトリオッツだったが、ここはラムズディフェンスが踏ん張りFGの3点に終わった。
ペイトリオッツのリードは14点に広がったが、続くドライブでラムズは敵陣3ヤードまで攻め込む。ゴール前でのパスは通らず4thダウンとなるが、ラムズは4thダウンギャンブルを行う。ワーナーは左サイドへのパスを狙うもパスコースが見つからずプレッシャーを受けたため右にQBスクランブルを仕掛けるが、ゴール前でタックルされるとここで痛恨のファンブルを犯す。これをリカバーされてペイトリオッツの97ヤードのリターンTDが決まり雌雄は決したかと思われたが、パスディフェンスの際LBウィリー・マクギネストがホールディングの反則を犯していたためリターンTDは取り消された。もう一度攻撃権を得たラムズはワーナーのQBスニークでTDをあげ17-10とその差を7点とした。ここまでペイトリオッツディフェンスの多彩なスキームに苦戦していたラムズだが、ワーナーのパスを中心に12プレーで77ヤード、6分47秒のロングドライブを決めて7点差まで追い上げた。
続くペイトリオッツのオフェンスを3ダウンアウトに抑えると、ラムズは自陣深くからはじまったオフェンスをテンポよく進め敵陣38ヤードまで攻め込んだ。しかしパスを狙ったワーナーがマクギネストにサックを受け16ヤードのビッグロスとなり、結局パントで攻撃を終えた。ペイトリオッツのオフェンスはまたも3ダウンアウトに終わるが試合時間は残り2分となった。攻守にわたって守りに入ったペイトリオッツであったが、続くプレーでこの試合素晴らしいキックを連発していたケン・ウォルターのパントがわずか30ヤードのミスキックとなってしまいラムズに自陣45ヤードからの攻撃を許してしまう。ここで引いて守りに入ったペイトリオッツディフェンス相手にラムズオフェンスが一気に襲いかかる。2本のパスであっという間に敵陣26ヤードまで攻め込むと、最後はWRプロールにTDパスが決まりついに17-17の同点となった。TDの場面ではマンカバーを敷いていたペイトリオッツディフェンスがラムズのレシーバー陣が交差した際に味方同士でぶつかってマークを外してしまい、その結果ビッグプレーを許してしまった。
勢いに乗ったラムズは続くトロイ・ブラウンのキックオフ・リターンを素晴らしいカバーで止め、ペイトリオッツは自陣17ヤードからの攻撃となった。3つのタイムアウトをすでに使い切っていたこともあり、解説を務めていたジョン・マッデンは「フィールドポジションも悪く、タイムアウトが一つも無い中で新人QBがFG圏内にまで持っていくのは無理だ。オーバータイムにもつれるだろう。」と解説していた。しかし残り1分21秒からのドライブをブレイディはスパイクを交えながら3回連続でRBのJ・R・レドモンドにパスを通し前進していく。いずれも短いゲインに終わりこの時点ではまだ自陣41ヤードであったが、ここでブレイディが左サイドのトロイ・ブラウンに23ヤードのロングパスを決めついにFG圏内まで進入する。さらにTEジャーメイン・ウィギンズにパスを通して敵陣30ヤード地点まで攻め込むとスパイクで時計を止め、試合時間は残り7秒となった。勝負の行方はスーパーボウル出場の立役者でもあるKアダム・ビナティエリのキックに委ねられ、最後は48ヤードの決勝FGがゴールポストの真ん中に完璧に決まり同時にタイムアップとなった。
圧倒的不利と言われたペイトリオッツが劇的な勝利でNFL史上に残る番狂わせを演じ、チーム史上初のスーパーボウル制覇を成し遂げた。

## 結果

### 試合
カート・ワーナーはパス365ヤードを投げ、これは自身の持つ記録、第34回スーパーボウルでの414ヤードに次いでスーパーボウル史上第2位の記録である。一方トム・ブレイディはパス145ヤードにとどまり、これはスーパーボウルMVPを受賞したQBの中で3番目に低い数字である（最も少なかったのはダラス・カウボーイズのロジャー・ストーバックで119ヤード）。リーディング・ラッシャーはペイトリオッツのRBアントワン・スミスで92ヤードで、ラムズはフォークが76ヤードでチームのリーディング・ラッシャーとなったが、いずれもTDはなかった。リーディング・レシーバーはラムズのアズ・ザヒヤ・ハキームで5キャッチ90ヤード、次いでペイトリオッツのトロイ・ブラウンが6キャッチの89ヤードであった。ラムズはトータルヤード、タイム・オブ・ポゼッションでペイトリオッツを上回ったが、ペイトリオッツは奪った3つのターンオーバーを全て得点に結び付け、またターンオーバーは犯さなかった。
この試合は最後のプレーで勝利が決定したスーパーボウル唯一の試合である。また最終的には敗れたものの、第4Qでのカムバックとしてはこの試合でのラムズによる14点差からのカムバックはスーパーボウル史上最大の記録である。また第4Qで10差以上からの同点劇は第34回スーパーボウル以来NFL史上2度目のことであった。

### MVP
MVPにはペイトリオッツのQBトム・ブレイディが選ばれたが、これにはファンによる後押しがあった。MVPを選ぶ19票のうちメディア関係者には15票が与えられ、ジョン・マッデンらはブレイディに投票したが4票、一方チームメートのタイ・ローが5.5票、アダム・ビナティエリには5票が入った。結果はファン投票に委ねられ、40万人に及ぶ投票の結果はブレイディが29.02%、ビナティエリが28.74%でブレイディに軍配が上がった。その差はわずか0.28%であった。ファン投票でトップに立ったブレイディは残りの4票を独占してキャデラック・エスカレードを手にした。ブレイディは当時のスーパーボウル制覇QBの最年少記録を塗り替えるとともに、QBとして史上最年少スーパーボウルMVPとなった。

## その後
- チーム史上初のスーパーボウル制覇を成し遂げたペイトリオッツは翌シーズンこそプレーオフ出場を逃すが2003年、2004年シーズンにスーパーボウル連覇を成し遂げ、Patriots Dynasty（ペイトリオッツ王朝）と呼ばれる一時代を築き上げた。無名のQBだったトム・ブレイディは以後NFLを代表するスーパースターとなった。

- この試合以降NFLは個別入場の強制をやめ、その後のスーパーボウルではペイトリオッツを含め多くのチームがチームとして入場を行っている。

- ラムズは翌年QBワーナーが極度のスランプに陥りプレーオフ進出を逃す。2003年にはワーナーは先発QBの座をマーク・バルジャーに奪われ、その後チームを去った。RBフォークは2001年シーズンを最後に1000ヤードラッシュを記録することはなく、2005年シーズンを最後に引退した。チームは2003年シーズンこそプレーオフに進出するが、その後は低迷期を迎えることになる。

- 2007年にペイトリオッツのスパイゲート事件が発覚したのち、この試合でもペイトリオッツが不正を行っていたのではないかという疑惑が浮上した。しかし有力な証言や証拠は得られず、単なる疑惑に終わった。

- ハーフタイムショーでU2が見せたパフォーマンスは、しばしば大会史上最高のハーフタイムショーとして評価されることがある[4]。

## スタッツ

### 主なチームスタッツ
|                            | セントルイス・ラムズ | ニューイングランド・ペイトリオッツ |
| -------------------------- | -------------------- | ---------------------------------- |
| ファーストダウン           | 26                   | 15                                 |
| 3rdダウン                  | 5/13                 | 2/11                               |
| 4thダウン                  | 0-0                  | 0-0                                |
| トータルヤード             | 427                  | 267                                |
| パス獲得ヤード             | 337                  | 134                                |
| パス成功数                 | 28-44回中28回        | 27回中16回                         |
| ラン獲得ヤード             | 90                   | 133                                |
| ラン回数                   | 22                   | 15                                 |
| ラン平均獲得ヤード         | 4.1                  | 5.3                                |
| ペナルティ                 | 6回39ヤード          | 5回31ヤード                        |
| 許したサック               | 3回28ヤード          | 2回11ヤード                        |
| ターンオーバー             | 3                    | 0                                  |
| ファンブル                 | 2-1                  | 0-0                                |
| インターセプト             | 2                    | 0                                  |
| タイム・オブ・ポゼッション | 33:30                | 26:30                              |

### 主な個人スタッツ
| Rams Passing           | Rams Passing | Rams Passing | Rams Passing | Rams Passing |
|                        | C/ATT*       | Yds          | TD           | INT          |
| ---------------------- | ------------ | ------------ | ------------ | ------------ |
| カート・ワーナー       | 28/44        | 365          | 1            | 2            |
| Rams Rushing           |              |              |              |              |
|                        | Cara         | Yds          | TD           | LGb          |
| マーシャル・フォーク   | 17           | 76           | 0            | 15           |
| Rams Receiving         |              |              |              |              |
|                        | Recc         | Yds          | TD           | LGb          |
| アズ・ザヒア・ハキーム | 5            | 90           | 0            | 29           |
| アイザック・ブルース   | 5            | 56           | 0            | 22           |
| トリー・ホルト         | 5            | 49           | 0            | 18           |
| マーシャル・フォーク   | 4            | 54           | 0            | 22           |

| Patriots Passing   | Patriots Passing | Patriots Passing | Patriots Passing | Patriots Passing |
|                    | C/ATT*           | Yds              | TD               | INT              |
| ------------------ | ---------------- | ---------------- | ---------------- | ---------------- |
| トム・ブレイディ   | 16/27            | 145              | 1                | 0                |
| Patriots Rushing   |                  |                  |                  |                  |
|                    | Cara             | Yds              | TD               | LGb              |
| アントワン・スミス | 18               | 92               | 0                | 17               |
| Patriots Receiving |                  |                  |                  |                  |
|                    | Recc             | Yds              | TD               | LGb              |
| トロイ・ブラウン   | 6                | 89               | 0                | 23               |
| J・R・レドモンド   | 3                | 24               | 0                | 11               |

*Completions/Attempts
aCarries
bLong play
cReceptions

## 先発メンバー
| ラムズ                                   | ポジション | ポジション | ペイトリオッツ                             |
| ---------------------------------------- | ---------- | ---------- | ------------------------------------------ |
| オフェンス                               |            |            |                                            |
| トリー・ホルト Torry Holt                | WR         | WR         | トロイ・ブラウン Troy Brown                |
| オーランド・ペース Orlando Pace          | LT         | LT         | マット・ライト Matt Light                  |
| トム・ニュッテン Tom Nütten              | LG         | LG         | マイク・コンプトン Mike Compton            |
| アンディ・マッカラム Andy McCollum       | C          | C          | ダミアン・ウッディ Damien Woody            |
| アダム・ティマーマン Adam Timmerman      | RG         | RG         | ジョー・アンドラジ Joe Andruzzi            |
| ロッド・ジョーンズ Rod Jones             | RT         | RT         | グレッグ・ランドール Greg Robinson-Randall |
| アーニー・コンウェル Ernie Conwell       | TE         | TE         | ジャーメイン・ウィギンズ Jermaine Wiggins  |
| アイザック・ブルース Isaac Bruce         | WR         | WR         | デイビッド・パッテン David Patten          |
| カート・ワーナー Kurt Warner             | QB         | QB         | トム・ブレイディ Tom Brady                 |
| マーシャル・フォーク Marshall Faulk      | RB         | RB         | アントワン・スミス Antowain Smith          |
| ジェフ・ロビンソン Jeff Robinson         | TE         | FB         | マーク・エドワーズ Marc Edwards            |
| ディフェンス                             |            |            |                                            |
| チディ・アハノトゥ Chidi Ahanotu         | LE         | LE         | ボビー・ハミルトン Bobby Hamilton          |
| ブライアン・ヤング Brian Young           | LDT        | LDT        | ブランドン・ミッチェル Brandon Mitchell    |
| ジェフ・ズゴニナ Jeff Zgonina            | RDT        | RDT        | リチャード・シーモア Richard Seymour       |
| グラント・ウィストロム Grant Wistrom     | RE         | RE         | アンソニー・プレゼント Anthony Pleasant    |
| ドン・デービス Don Davis                 | LOLB       | LOLB       | マイク・ブレイベル Mike Vrabel             |
| ロンドン・フレッチャー London Fletcher   | MLB        | MLB        | テディ・ブルスキ Tedy Bruschi              |
| トミー・ポリー Tommy Polley              | ROLB       | ROLB       | ローマン・ファイファー Roman Phifer        |
| アニーアス・ウィリアムズ Aeneas Williams | LCB        | LCB        | タイ・ロー Ty Law                          |
| デクスター・マクレオン Dexter McCleon    | RCB        | RCB        | オーティス・スミス Otis Smith              |
| アダム・アーチュリータ Adam Archuleta    | SS         | SS         | ロウヤー・ミロイ Lawyer Milloy             |
| キム・ヘリング Kim Herring               | FS         | FS         | テバッキー・ジョーンズ Tebucky Jones       |
| スペシャルチーム                         |            |            |                                            |
| ジェフ・ウィルキンス Jeff Wilkins        | K          | K          | アダム・ビナティエリ Adam Vinatieri        |
| ジョン・ベイカー John Baker              | P          | P          | ケン・ウォルター Ken Walter                |
| ヘッドコーチ                             |            |            |                                            |
| マイク・マーツ Mike Martz                |            |            | ビル・ベリチック Bill Belichick            |

## トーナメント表
|  | |                                                    |                                                    |                        |                        |                                |                                              |                                |                                              |                                              |                                              |                                   |                                   |                                   |  |  |  |  |
|  | 1月12日 ベテランズ・スタジアム | 1月12日 ベテランズ・スタジアム                     | 1月12日 ベテランズ・スタジアム                     |                        |                        | 1月19日 ソルジャー・フィールド | 1月19日 ソルジャー・フィールド               | 1月19日 ソルジャー・フィールド |                                              |                                              |                                              |                                   |                                   |                                   |  |  |  |  |
|  | 1月12日 ベテランズ・スタジアム | 1月12日 ベテランズ・スタジアム                     | 1月12日 ベテランズ・スタジアム                     |                        |                        | 1月19日 ソルジャー・フィールド | 1月19日 ソルジャー・フィールド               | 1月19日 ソルジャー・フィールド |                                              |                                              |                                              |                                   |                                   |                                   |  |  |  |  |
|  | 1月12日 ベテランズ・スタジアム | 1月12日 ベテランズ・スタジアム                     | 1月12日 ベテランズ・スタジアム                     |                        |                        | 1月19日 ソルジャー・フィールド | 1月19日 ソルジャー・フィールド               | 1月19日 ソルジャー・フィールド |                                              |                                              |                                              |                                   |                                   |                                   |  |  |  |  |
|  | 1月12日 ベテランズ・スタジアム | 1月12日 ベテランズ・スタジアム                     | 1月12日 ベテランズ・スタジアム                     |                        |                        | 1月19日 ソルジャー・フィールド | 1月19日 ソルジャー・フィールド               | 1月19日 ソルジャー・フィールド |                                              |                                              |                                              |                                   |                                   |                                   |  |  |  |  |
|  | 6 | バッカニアーズ                                     | 9                                                  |                        |                        | 1月19日 ソルジャー・フィールド | 1月19日 ソルジャー・フィールド               | 1月19日 ソルジャー・フィールド |                                              |                                              |                                              |                                   |                                   |                                   |  |  |  |  |
|  | 6 | バッカニアーズ                                     | 9                                                  | 3                      | イーグルス             | 33                             |                                              |                                |                                              |                                              |                                              |                                   |                                   |                                   |  |  |  |  |
|  | 3 | イーグルス                                         | 31                                                 | 3                      | イーグルス             | 33                             |                                              |                                | 1月27日 ドーム・アット・アメリカズ・センター | 1月27日 ドーム・アット・アメリカズ・センター | 1月27日 ドーム・アット・アメリカズ・センター |                                   |                                   |                                   |  |  |  |  |
|  | 3 | イーグルス                                         | 31                                                 | 2                      | ベアーズ               | 19                             |                                              |                                | 1月27日 ドーム・アット・アメリカズ・センター | 1月27日 ドーム・アット・アメリカズ・センター | 1月27日 ドーム・アット・アメリカズ・センター |                                   |                                   |                                   |  |  |  |  |
|  | |                                                    |                                                    | 2                      | ベアーズ               | 19                             |                                              |                                | 1月27日 ドーム・アット・アメリカズ・センター | 1月27日 ドーム・アット・アメリカズ・センター | 1月27日 ドーム・アット・アメリカズ・センター |                                   |                                   |                                   |  |  |  |  |
|  | NFC |                                                    |                                                    |                        |                        |                                |                                              |                                | 1月27日 ドーム・アット・アメリカズ・センター | 1月27日 ドーム・アット・アメリカズ・センター | 1月27日 ドーム・アット・アメリカズ・センター |                                   |                                   |                                   |  |  |  |  |
|  | 1月13日 ランボー・フィールド | 1月13日 ランボー・フィールド                       | 1月13日 ランボー・フィールド                       | 3                      | イーグルス             | 24                             |                                              |                                |                                              |                                              |                                              |                                   |                                   |                                   |  |  |  |  |
|  | 1月13日 ランボー・フィールド | 1月13日 ランボー・フィールド                       | 1月13日 ランボー・フィールド                       | 3                      | イーグルス             | 24                             | 1月20日 ドーム・アット・アメリカズ・センター |                                |                                              |                                              |                                              |                                   |                                   |                                   |  |  |  |  |
|  | 1月13日 ランボー・フィールド | 1月13日 ランボー・フィールド                       | 1月13日 ランボー・フィールド                       |                        | 1                      | ラムズ                         | 29                                           |                                |                                              |                                              |                                              |                                   |                                   |                                   |  |  |  |  |
|  | 1月13日 ランボー・フィールド | 1月13日 ランボー・フィールド                       | 1月13日 ランボー・フィールド                       |                        | 1                      | ラムズ                         | 29                                           |                                |                                              |                                              |                                              |                                   |                                   |                                   |  |  |  |  |
|  | 5 | 49ers                                              | 15                                                 | NFC チャンピオンシップ | NFC チャンピオンシップ | NFC チャンピオンシップ         |                                              |                                |                                              |                                              |                                              |                                   |                                   |                                   |  |  |  |  |
|  | 5 | 49ers                                              | 15                                                 | NFC チャンピオンシップ | NFC チャンピオンシップ | NFC チャンピオンシップ         | 4                                            | パッカーズ                     | 17                                           |                                              |                                              |                                   |                                   |                                   |  |  |  |  |
|  | 4 | パッカーズ                                         | 25                                                 | NFC チャンピオンシップ | NFC チャンピオンシップ | NFC チャンピオンシップ         | 4                                            | パッカーズ                     | 17                                           |                                              |                                              | 2月3日 ルイジアナ・スーパードーム | 2月3日 ルイジアナ・スーパードーム | 2月3日 ルイジアナ・スーパードーム |  |  |  |  |
|  | 4 | パッカーズ                                         | 25                                                 | NFC チャンピオンシップ | NFC チャンピオンシップ | NFC チャンピオンシップ         | 1                                            | ラムズ                         | 45                                           |                                              |                                              | 2月3日 ルイジアナ・スーパードーム | 2月3日 ルイジアナ・スーパードーム | 2月3日 ルイジアナ・スーパードーム |  |  |  |  |
|  | ワイルドカード・プレーオフ |                                                    |                                                    |                        |                        |                                | 1                                            | ラムズ                         | 45                                           |                                              |                                              | 2月3日 ルイジアナ・スーパードーム | 2月3日 ルイジアナ・スーパードーム | 2月3日 ルイジアナ・スーパードーム |  |  |  |  |
|  | ディビジョナル・プレーオフ |                                                    |                                                    |                        |                        |                                |                                              |                                |                                              |                                              |                                              | 2月3日 ルイジアナ・スーパードーム | 2月3日 ルイジアナ・スーパードーム | 2月3日 ルイジアナ・スーパードーム |  |  |  |  |
|  | 1月12日 ネットワーク・アソシエーション・コロシアム | 1月12日 ネットワーク・アソシエーション・コロシアム | 1月12日 ネットワーク・アソシエーション・コロシアム | N1                     | ラムズ                 | 17                             |                                              |                                |                                              |                                              |                                              |                                   |                                   |                                   |  |  |  |  |
|  | 1月12日 ネットワーク・アソシエーション・コロシアム | 1月12日 ネットワーク・アソシエーション・コロシアム | 1月12日 ネットワーク・アソシエーション・コロシアム | N1                     | ラムズ                 | 17                             | 1月19日 フォックスボロ・スタジアム           |                                |                                              |                                              |                                              |                                   |                                   |                                   |  |  |  |  |
|  | 1月12日 ネットワーク・アソシエーション・コロシアム | 1月12日 ネットワーク・アソシエーション・コロシアム | 1月12日 ネットワーク・アソシエーション・コロシアム |                        | A                      | ペイトリオッツ                 | 20                                           |                                |                                              |                                              |                                              |                                   |                                   |                                   |  |  |  |  |
|  | 1月12日 ネットワーク・アソシエーション・コロシアム | 1月12日 ネットワーク・アソシエーション・コロシアム | 1月12日 ネットワーク・アソシエーション・コロシアム |                        | A                      | ペイトリオッツ                 | 20                                           |                                |                                              |                                              |                                              |                                   |                                   |                                   |  |  |  |  |
|  | 6 | ジェッツ                                           | 24                                                 | 第36回スーパーボウル   | 第36回スーパーボウル   | 第36回スーパーボウル           |                                              |                                |                                              |                                              |                                              |                                   |                                   |                                   |  |  |  |  |
|  | 6 | ジェッツ                                           | 24                                                 | 第36回スーパーボウル   | 第36回スーパーボウル   | 第36回スーパーボウル           | 3                                            | レイダース                     | 13                                           |                                              |                                              |                                   |                                   |                                   |  |  |  |  |
|  | 3 | レイダース                                         | 38                                                 | 第36回スーパーボウル   | 第36回スーパーボウル   | 第36回スーパーボウル           | 3                                            | レイダース                     | 13                                           |                                              |                                              | 1月27日 ハインツ・フィールド      | 1月27日 ハインツ・フィールド      | 1月27日 ハインツ・フィールド      |  |  |  |  |
|  | 3 | レイダース                                         | 38                                                 | 第36回スーパーボウル   | 第36回スーパーボウル   | 第36回スーパーボウル           | 2                                            | ペイトリオッツ                 | 16*                                          |                                              |                                              | 1月27日 ハインツ・フィールド      | 1月27日 ハインツ・フィールド      | 1月27日 ハインツ・フィールド      |  |  |  |  |
|  | |                                                    |                                                    |                        |                        |                                | 2                                            | ペイトリオッツ                 | 16*                                          |                                              |                                              | 1月27日 ハインツ・フィールド      | 1月27日 ハインツ・フィールド      | 1月27日 ハインツ・フィールド      |  |  |  |  |
|  | AFC |                                                    |                                                    |                        |                        |                                |                                              |                                |                                              |                                              |                                              | 1月27日 ハインツ・フィールド      | 1月27日 ハインツ・フィールド      | 1月27日 ハインツ・フィールド      |  |  |  |  |
|  | 1月13日 プロプレーヤー・スタジアム | 1月13日 プロプレーヤー・スタジアム                 | 1月13日 プロプレーヤー・スタジアム                 | 2                      | ペイトリオッツ         | 24                             |                                              |                                |                                              |                                              |                                              |                                   |                                   |                                   |  |  |  |  |
|  | 1月13日 プロプレーヤー・スタジアム | 1月13日 プロプレーヤー・スタジアム                 | 1月13日 プロプレーヤー・スタジアム                 | 2                      | ペイトリオッツ         | 24                             | 1月20日 ハインツ・フィールド                 |                                |                                              |                                              |                                              |                                   |                                   |                                   |  |  |  |  |
|  | 1月13日 プロプレーヤー・スタジアム | 1月13日 プロプレーヤー・スタジアム                 | 1月13日 プロプレーヤー・スタジアム                 |                        | 1                      | スティーラーズ                 | 17                                           |                                |                                              |                                              |                                              |                                   |                                   |                                   |  |  |  |  |
|  | 1月13日 プロプレーヤー・スタジアム | 1月13日 プロプレーヤー・スタジアム                 | 1月13日 プロプレーヤー・スタジアム                 |                        | 1                      | スティーラーズ                 | 17                                           |                                |                                              |                                              |                                              |                                   |                                   |                                   |  |  |  |  |
|  | 5 | レイブンズ                                         | 20                                                 | AFC チャンピオンシップ | AFC チャンピオンシップ | AFC チャンピオンシップ         |                                              |                                |                                              |                                              |                                              |                                   |                                   |                                   |  |  |  |  |
|  | 5 | レイブンズ                                         | 20                                                 | AFC チャンピオンシップ | AFC チャンピオンシップ | AFC チャンピオンシップ         | 5                                            | レイブンズ                     | 10                                           |                                              |                                              |                                   |                                   |                                   |  |  |  |  |
|  | 4 | ドルフィンズ                                       | 3                                                  | AFC チャンピオンシップ | AFC チャンピオンシップ | AFC チャンピオンシップ         | 5                                            | レイブンズ                     | 10                                           |                                              |                                              |                                   |                                   |                                   |  |  |  |  |
|  | 4 | ドルフィンズ                                       | 3                                                  | AFC チャンピオンシップ | AFC チャンピオンシップ | AFC チャンピオンシップ         | 1                                            | スティーラーズ                 | 27                                           |                                              |                                              |                                   |                                   |                                   |  |  |  |  |
|  | |                                                    |                                                    |                        |                        |                                | 1                                            | スティーラーズ                 | 27                                           |                                              |                                              |                                   |                                   |                                   |  |  |  |  |
|  | - 対戦カード及びスタジアムはシード順で決定される。 そのラウンドに登場する最上位チームが最下位チームとホームで対戦、残った2チームが上位チームのホームで対戦する。 - スーパーボウル開催地は事前にオーナー会議で決定。 - チーム名の左の数字は、2001年レギュラーシーズンの結果に基づいて決定されたシード順。 - * は延長戦決着 - 日付はアメリカ東部時間 |                                                    |                                                    |                        |                        |                                |                                              |                                |                                              |                                              |                                              |                                   |                                   |                                   |  |  |  |  |

## テレビ中継
全米でのテレビ中継はNFL on FOXが行った。実況はパット・サマロール、解説はジョン・マッデンが担当した。

### 日本におけるテレビ中継
- 日本テレビ
  - 実況:矢島学、解説:後藤完夫、ゲスト:花田勝
- NHK衛星第1
  - 実況:野瀬正夫、解説:宍戸博昭